# Ryder Cup
Ryder Cup är en lagtävling i golf (matchspel) som spelas vartannat år mellan USA och ett ihopplockat lag med spelare från de europeiska länderna. Ryder Cup är den mest prestigeladdade tävlingen utanför herrarnas majors och handlar om vilken av de två världsdelarna som har de bästa golfspelarna. 
Den första tävlingen spelades 1927 och var mellan Storbritannien och USA. USA dominerade stort och 1973 kom Storbritannien att kompletteras med Republiken Irland och från 1979 kom hela Europa att ingå. Tävlingen spelas vartannat år och arrangeras varannan gång av USA och Europa.

## Historia
Tävlingen grundades av engelsmannen Samuel Ryder (1858-1936). Ryder arbetade på sin fars plantskola då han startade landets första postorderföretag inom home-gardening, trädgårdsskötsel. Affärsidén blev en succé och Ryder blev mycket förmögen men trappade under medelåldern ner på affärerna. Han började att spela golf 50 år gammal och gick snabbt ner till hcp 6. Han träffade Abe Mitchell och anställde honom som sin personlige tränare för 500 pund om året plus 250 pund i omkostnader. Mitchell deltog i Ryder Cup 1929, 1931 och 1933.
Med sin förmögenhet blev Samuel Ryder sponsor för olika golftävlingar och 1926 arrangerade han en inofficiell tävling mellan USA och Storbritannien. Den brittiske kaptenen, George Duncan, föreslog att tävlingen skulle bli en tradition. Samuel Ryder beställde en pokal från en guldsmedsfirma och locket på pokalen fick en ingraverad golfspelare föreställande Abe Mitchell. Pokalen fick namnet Ryder Cup och den första officiella matchen spelades året därpå i Worcester, Massachusetts. 
Under andra världskriget hölls inga tävlingar mellan 1939 och 1945. På grund av 11 september-attackerna år 2001 flyttades Ryder Cup till 2002, och spelas därefter jämna år, efter att tidigare ha spelats udda år. Samtidigt flyttades damernas Solheim Cup från jämna till ojämna år, vilket började med att 2004 års tävling flyttades tillbaka till 2003.

## Uttagningar
Lagen består av 12 spelare vardera. Uttagningsprinciperna till lagen är något olika. USA-laget består av de sex bästa spelarna enligt ett poängsystem som bygger på de senaste två årens tävlingar där majors värderas högst. Utöver dessa väljer kaptenen själv ytterligare sex spelare till laget.
Europalaget består av de fem bästa européerna på världsrankingen plus de fyra spelare som toppar europatourens poängliga (utöver eventuella spelare som redan är kvalificerade via världsrankingen) mellan september föregående år och september under tävlingsåret. Kaptenen väljer själv tre spelare utöver dessa nio.

## Spelformer och poäng
Ryder Cup spelas under tre dagar, fredag till söndag. Under var och en av de två första dagarna spelas fyra foursome-matcher och fyra bästboll-matcher. I varje match ingår två spelare ur varje lag. Den sista dagen spelas 12 singelmatcher med en spelare från respektive lag i varje boll.
Poängfördelning per match
- Seger = 1 poäng
- Delad = ½ poäng
- Förlust = 0 poäng

## Resultat
| År                            | Bana                                                            | Vinnare                      | Resultat  | Kaptener                           |
| USA – Storbritannien          |                                                                 |                              |           |                                    |
| 1927                          | Worcester Country Club Worcester, Massachusetts                 | USA                          | 9½ - 2½   | Walter Hagen Ted Ray               |
| 1929                          | Moortown Golf Club Leeds, England                               | Storbritannien               | 7 - 5     | Walter Hagen George Duncan         |
| 1931                          | Scioto Country Club Columbus, Ohio                              | USA                          | 9 - 3     | Walter Hagen Charles Whitcombe     |
| 1933                          | Southport and Ainsdale Golf Club Southport, England             | Storbritannien               | 6½ - 5½   | Walter Hagen John Henry Taylor     |
| 1935                          | Ridgewood Country Club Paramus, New Jersey                      | USA                          | 9 - 3     | Walter Hagen Charles Whitcombe     |
| 1937                          | Southport and Ainsdale Golf Club Southport, England             | USA                          | 8 - 4     | Walter Hagen Charles Whitcombe     |
| 1947                          | Portland Golf Club Portland, Oregon                             | USA                          | 11 - 1    | Ben Hogan Henry Cotton             |
| 1949                          | Ganton Golf Club Scarborough, England                           | USA                          | 7 - 5     | Ben Hogan Charles Whitcombe        |
| 1951                          | Pinehurst Resort Pinehurst, North Carolina                      | USA                          | 9½ - 2½   | Sam Snead Arthur Lacey             |
| 1953                          | Wentworth Club Virginia Water, England                          | USA                          | 6½ - 5½   | Lloyd Mangrum Henry Cotton         |
| 1955                          | Thunderbird Country Club Rancho Mirage, Kalifornien             | USA                          | 8 - 4     | Chick Harbert Dai Rees             |
| 1957                          | Lindrick Golf Club Rotherham, England                           | Storbritannien               | 7½ - 4½   | Jay Burke Jr Dai Rees              |
| 1959                          | Eldorado Golf Club Indian Wells, Kalifornien                    | USA                          | 8½ - 3½   | Sam Snead Dai Rees                 |
| 1961                          | Royal Lytham & St Annes Golf Club Lancashire, England           | USA                          | 14½ - 9½  | Jerry Barber Dai Rees              |
| 1963                          | Atlanta Athletic Club Atlanta, Georgia                          | USA                          | 23 - 9    | Arnold Palmer John Fallon          |
| 1965                          | Royal Birkdale Golf Club Southport, England                     | USA                          | 19½ - 12½ | Byron Nelson Harry Weetman         |
| 1967                          | Champions Golf Club Houston, Texas                              | USA                          | 23½ - 8½  | Ben Hogan Dai Rees                 |
| 1969                          | Royal Birkdale Golf Club Southport, England                     | Oavgjort USA behöll cupen    | 16 - 16   | Sam Snead Eric Brown               |
| 1971                          | Old Warson Country Club St Louis, Missouri                      | USA                          | 18½ – 13½ | Jay Herbert Eric Brown             |
| USA – Storbritannien & Irland |                                                                 |                              |           |                                    |
| 1973                          | Muirfield Links East Lothian, Skottland                         | USA                          | 19 – 13   | Jack Burke Jr Bernard Hunt         |
| 1975                          | Laurel Valley Golf Club Ligonier, Pennsylvania                  | USA                          | 21 – 11   | Arnold Palmer Bernard Hunt         |
| 1977                          | Royal Lytham & St Annes Lancashire, England                     | USA                          | 12½ – 7½  | Dow Finsterwald Brian Huggett      |
| USA – Europa                  |                                                                 |                              |           |                                    |
| 1979                          | The Greenbrier White Sulphur Springs, West Virginia             | USA                          | 17 – 11   | Billy Casper John Jacobs           |
| 1981                          | Walton Heath Golf Club Surrey, England                          | USA                          | 18½ – 9½  | Dave Marr John Jacobs              |
| 1983                          | PGA National Golf Club Palm Beach, Florida                      | USA                          | 14½ – 13½ | Jack Nicklaus Tony Jacklin         |
| 1985                          | The Belfry Warwickshire, England                                | Europa                       | 16½ – 11½ | Lee Trevino Tony Jacklin           |
| 1987                          | Muirfield Village Golf Club Dublin, Ohio                        | Europa                       | 15 – 13   | Jack Nicklaus Tony Jacklin         |
| 1989                          | The Belfry Warwickshire, England                                | Oavgjort Europa behöll cupen | 14 – 14   | Ray Floyd Tony Jacklin             |
| 1991                          | Kiawah Island Golf Resort Kiawah Island, Florida                | USA                          | 14½ – 13½ | Dave Stockton Bernard Gallacher    |
| 1993                          | The Belfry Warwickshire, England                                | USA                          | 15 – 13   | Tom Watson Bernard Gallacher       |
| 1995                          | Oak Hill Country Club Rochester, New York                       | Europa                       | 14½ – 13½ | Lanny Wadkins Bernard Gallacher    |
| 1997                          | Real Club Valderrama Sotogrande, Spanien                        | Europa                       | 14½ – 13½ | Tom Kite Seve Ballesteros          |
| 1999                          | The Country Club Brookline, Massachusetts                       | USA                          | 14½ – 13½ | Ben Crenshaw Mark James            |
| 2002                          | The Belfry Warwickshire, England                                | Europa                       | 15½ – 12½ | Curtis Strange Sam Torrance        |
| 2004                          | Oakland Hills Country Club Bloomfield Hills, Michigan           | Europa                       | 18½ – 9½  | Hal Sutton Bernhard Langer         |
| 2006                          | The K Club Kildare, Irland                                      | Europa                       | 18½ – 9½  | Tom Lehman Ian Woosnam             |
| 2008                          | Valhalla Golf Club Louisville, Kentucky                         | USA                          | 16½ – 11½ | Paul Azinger Nick Faldo            |
| 2010                          | Celtic Manor Resort Newport, Wales                              | Europa                       | 14½ – 13½ | Corey Pavin Colin Montgomerie      |
| 2012                          | Medinah Country Club Medinah, Illinois                          | Europa                       | 14½ – 13½ | Davis Love III José María Olazábal |
| 2014                          | Gleneagles Auchterarder, Skottland                              | Europa                       | 16½ – 11½ | Tom Watson Paul McGinley           |
| 2016                          | Hazeltine National Golf Club Chaska, Minnesota                  | USA                          | 17 – 11   | Davis Love III Darren Clarke       |
| 2018                          | Le Golf National Guyancourt, Frankrike                          | Europa                       | 17½ – 10½ | Jim Furyk Thomas Bjørn             |
| 2021                          | Whistling Straits Kohler, Wisconsin                             | USA                          | 19 – 9    | Steve Stricker Pádraig Harrington  |
| 2023                          | Marco Simone Golf and Country Club Guidonia Montecelio, Italien | Europa                       | 16½ – 11½ | Zach Johnson Luke Donald           |
| 2025                          | Bethpage Black Course Farmingdale, New York                     |                              |           |                                    |

### Fotnoter
1. ↑  Mattias Stetz (7 mars 2002). ”Solheim Cup på Barsebäck redan 2003” (på svenska). Kristianstadsbladet. http://www.kristianstadsbladet.se/sport/solheim-cup-pa-barseback-redan-2003/. Läst 21 augusti 2017.
2. ↑  ”Solheim Cup till Sverige redan 2003”. Golf. 10 mars 2002. Arkiverad från originalet den 13 mars 2016. https://web.archive.org/web/20160313133142/http://xs2010xrt.golf.se/extra/news/?module_instance=1&id=6513. Läst 30 oktober 2015.